# Fabian Stech
Fabian Stech (* 18. Januar 1964 in Hannover; † 13. November 2015 in Paris) war ein deutscher Kunstkritiker und Autor.

## Leben
Stech erwarb an der Humboldtschule Hannover 1983 das Abitur und studierte anschließend Philosophie, Geschichte und Publizistik an der Freien Universität Berlin, wo er 1997 bei Gunter Gebauer und Dietmar Kamper mit der Dissertation zum Thema Taktilität und Visualität in der Entwicklung zum fotografischen Sehen promoviert wurde. 
Seit 1996 lebte und arbeitete er in Dijon mit seiner Frau, der Anwältin Sophie Bouchard, unter anderem als Lehrer am privaten Lycée Les Arcades. Im Kunstforum International schrieb er ab 1999 regelmäßig Beiträge zur zeitgenössischen Kunst, darunter zahlreiche Interviews mit französischen Künstlern. Er begleitete den in Dijon lebenden chinesischen Künstler Yan Pei-Ming bei seinen Ausstellungen. Stech übersetzte den Roman Wettlauf zum Tod des Schweizers Édouard Rod ins Deutsche. 
Er wurde am 13. November 2015 im Bataclan bei den Terroranschlägen in Paris getötet.

## Veröffentlichungen
- Das Verhältnis von Taktilität und Visualität in der Entwicklung zum fotographischen Sehen. Dissertation, Freie Universität Berlin, Philosophie und Geisteswissenschaften, 6. Januar 1997 (Mikrofiche-Ausgabe), 2011 (Online PDF, kostenfrei, 226 Seiten).
- als Übersetzer: Édouard Rod: Wettlauf zum Tod. Roman. Ullstein, Berlin 1999, ISBN 3-548-24283-9.
- mit Rolf Lauter (Hrsg.), Yan Pei-Ming & Rolf Lauter (Interview), Jeremy Gaines (Übers.): Yan Pei-Ming. The way of the Dragon. Kehrerverlag, Heidelberg 2005, ISBN 3-936636-57-5.
- als Interviewer: J’ai parlé avec Lavier, Annette Messager, Sylvie Fleury, Hirschhorn, Pierre Huyghe, Devoye, D.G.-F. Hou Hanru, Sophie Calle, Ming, Sans et Bouriaud. Presses du réel, Dijon 2007, ISBN 978-284066-166-5.
- Melanie Gugelmann. Serge Ziegler Galerie, Zurich. JRP Ringier, Zürich 2007, ISBN 978-3-905770-84-1.
- Ruth Hutter. Arbeiten 2004–2009. Kehrerverlag, Heidelberg 2009, ISBN 978-3-86828-108-8.
- mit Serge Lemoine: Roger Passet. Terre en vues, Clémencey 2009, ISBN 978-2-916935-10-2.